# 肝虚
肝虚（かんきょ）とは、漢方医学で言う神経系など全般の機能低下によりおこる症状を言う。

## 概要
漢方医学では六臓のうち肝は五行思想で言う木を司る機能を指し、六腑で言えば胆、五官で言えば目、五体で言えば筋に相当するため肝の機能の低下は（西欧医学で言う肝臓の機能障害とは異なる）関節痛、精力減退などがあらわれるとされる。漢方医学では
対処としては五味子などの補肝剤が用いられる。
鍼灸においては五行や東洋医学の治療方針の関係から五行では自経が虚すれば、その母を補うとされており、この場合、木の気である肝が虚すれば水の気である母の腎を補えとされており、肝経の曲泉穴、腎経の陰谷穴が用いられる。

## 俗説
な

## 関連
- 肝血虚
- 肝気うっ結
- 肝陽上亢（肝陰虚）
- 肝陽化風（肝風内動）
- 血虚生風（肝風内動）
- 熱極生風（肝風内動）
- 肝胃不和（肝気横逆）
- 肝脾不和（肝気横逆）
- 肝火犯肺
- 肝胆湿熱
- 肝腎陰虚
- 寒帯肝脈
- 肝陰虚
- 肝気虚
- 肝陽虚